# Заречный (Межениновское сельское поселение)
Заречный —  посёлок   в Томском районе Томской области России.  Входит в состав Межениновского сельского поселения. Население 20 чел. (2021) .  

## География
Находится на востоке региона, у р. Басандайка.

## История
В соответствии с Законом Томской области от 12 ноября 2004 года № 241-ОЗ  посёлок вошёл в состав образованного Межениновского сельского поселения.

## Население
| 2002 | 2008 | 2009 | 2010 | 2011 | 2012 | 2013 | 2014 | 2015 |
| ---- | ---- | ---- | ---- | ---- | ---- | ---- | ---- | ---- |
| 8    | ↘1   | ↗5   | ↗19  | →19  | ↗20  | ↘18  | ↗20  | ↘4   |
| 2021 |      |      |      |      |      |      |      |      |
| ↗20  |      |      |      |      |      |      |      |      |

## Инфраструктура
Личное подсобное хозяйство. 

## Транспорт
Проходит автодорога регионального значения, есть просёлочные дороги. 